# CK (альбом)
CK (также C.K. или ck) — седьмой сольный студийный альбом американской певицы Чаки Хан, выпущенный 22 ноября 1988 года на лейбле Warner Bros. Records. Впервые над сольным материалом Хан не работал продюсер Ариф Мардин, на этом посту его сменил Расс Тайтелман. Альбом не имел большого коммерческого успеха, особенно в сравнении с предшественниками, однако получил похвалу критиков.

## Список композиций
| №  | Название                                | Автор(ы)                                                 | Длительность |
| -- | --------------------------------------- | -------------------------------------------------------- | ------------ |
| 1. | «Signed, Sealed, Delivered (I’m Yours)» | Стиви Уандер, Сирита Райт, Лула Мэй Хардауэй, Ли Гарретт | 4:45         |
| 2. | «Soul Talkin»                           | Бренда Расселл                                           | 4:15         |
| 3. | «It’s My Party»                         | Сесил Уомак, Линда Уомак                                 | 5:11         |
| 4. | «Eternity»                              | Принс                                                    | 4:03         |
| 5. | «Sticky Wicked»                         | Принс                                                    | 6:54         |

| №  | Название                   | Автор(ы)                    | Длительность |
| -- | -------------------------- | --------------------------- | ------------ |
| 1. | «The End of a Love Affair» | Эдвард Реддинг              | 5:11         |
| 2. | «Baby Me»                  | Холли Найт, Билли Стайнберг | 4:04         |
| 3. | «Make It Last»             | Крис Джаспер, Мардж Джаспер | 4:48         |
| 4. | «Where Are You Tonite»     | Гэри Хаасе, Чака Хан        | 4:53         |
| 5. | «I’ll Be Around»           | Алек Уайлдер                | 5:21         |

## Позиции в хит-парадах
| Хит-парад (1988)                       | Высшая позиция |
| -------------------------------------- | -------------- |
| США (Billboard 200)                    | 125            |
| США (Billboard Top R&B/Hip-Hop Albums) | 17             |